# Stazione di Long Beach
La stazione di Long Beach (in inglese Long Beach Station) è una stazione ferroviaria, capolinea meridionale del Long Beach Branch della Long Island Rail Road. Serve l'omonimo comune della contea di Nassau, nello Stato di New York.

## Storia
La stazione originale venne aperta dalla New York and Long Beach Railroad nel 1880, in una posizione più prossima all'oceano rispetto alla struttura attuale. Per questo motivo, in seguito a ripetuti danni dovuti alle tempeste, la Long Island Rail Road nel 1909 aprì l'attuale fabbricato viaggiatori posizionato a 300 metri in più nell'entroterra.

## Movimento
La stazione è servita dai treni della linea Long Beach del servizio ferroviario suburbano della Long Island Rail Road.

## Servizi
Le banchine a servizio dei binari sono accessibili ai portatori di disabilità attraverso una serie di rampe.
- Biglietteria a sportello
- Biglietteria automatica
- Sala d'attesa

## Interscambi
La stazione interscambia con diverse linee automobilistiche gestita da Long Beach Bus e Nice Bus.
- Fermata autobus